# GlobalFoundries
GlobalFoundries (GFS) is een grote onafhankelijke fabrikant van halfgeleiders. Het werd in 2009 afgesplitst van de Amerikaanse chipfabrikant AMD.

## Activiteiten
Het bedrijf produceert chips in opdracht van andere bedrijven. Bij de start waren het voormalig AMD-fabrieken Fab30/Fab38 en Fab36 (nu samen Fab1 module 1 en module 2 genoemd) waar geproduceerd werd, maar na acquisities zijn andere fabrieken toegevoegd.
Er werken in totaal zo'n 14.000 mensen bij GFS verdeeld over vier fabrieken op drie continenten. In 2022 leverde het bedrijf zo'n 2,5 miljoen 300mm-equivalent wafers af. Belangrijke klanten zijn Qualcomm, NXP Semiconductors, AMD en Broadcom. In 2022 gaf het bedrijf ongeveer 6% van de omzet uit aan onderzoek en ontwikkeling en had circa 1500 onderzoekers in dienst. 
In juni 2022 tekende GFS een contract met STMicroelectronics om samen een nieuwe fabriek voor 300mm-wafers te bouwen in Crolles, Frankrijk. Naar verwachting komt deze faciliteit in 2026 gereed en krijgt een capaciteit van 620.000 300mm-wafers per jaar. Hiervan is 58% bestemd voor GlobalFoundries en de resterende 42% voor STMicroelectronics. De bouw van de fabriek vergt een investering van € 7,5 miljard.
Abu Dhabi’s Mubadala Development Company was betrokken bij de oprichting van ATIC. In 2009 werden de chipproductie activiteiten van AMD in een aparte onderneming, GlobalFoundries, ondergebracht. AMD verkocht zijn aandelenbelang waarmee Mubadala de enige aandeelhouder werd. Op 28 oktober 2021 kreeg GFS een eigen beurnotering aan de NASDAQ aandelenbeurs. De free float was 14,3% per 31 december 2022.

## Geschiedenis
GlobalFoundries werd in 2009 opgericht. In dat jaar stootte AMD de fabrieken in Dresden en in Malta (New York) af. Mubadala Development Company werd als grootaandeelhouder binnengehaald. GFS werd een joint venture van AMD en Advanced Technology Investment Company (ATIC).
In september 2010 nam ATIC Chartered Semiconductor Manufacturing in Singapore GFS over voor US$ 3,9 miljard. De activiteiten van Chartered zijn opgegaan in GlobalFoundries.
In oktober 2014 werd bekend dat IBM zijn verlieslijdende chipdivisie verkoopt aan GFS. GFS nam de twee IBM fabrieken in East Fishkill en Essex Junction over en IBM betaalde US$ 1,5 miljard aan GFS. Bij de vestigingen van IBM werkten destijds meer dan 2000 werknemers. GFS zal voor ten minste 10 jaar de levering van chips voor de IBM-systemen verzorgen en krijgt verder toegang tot de technologie en kennis van IBM. De transactie werd in 2015 afgerond.
In februari 2019 werd de verkoop aangekondigd van de fabriek in Singapore. De fabriek maakt relatief simpele halfgeleiders, MEMS, en de koper is Vanguard International Semiconductor Corp. gevestigd in Taiwan. Voor GFS leverde de verkoop een bedrag op van US$ 236 miljoen. 
Op 31 december 2022 werd de voormalige IBM fabriek in East Fishkill verkocht aan ON Semiconductor. Op deze verkoop werd een winst gerealiseerd van US$ 403 miljoen.